# Hieracium trichocaulon
Hieracium trichocaulon là một loài thực vật có hoa trong họ Cúc. Loài này được (Dahlst.) Johanss. mô tả khoa học đầu tiên năm 1902.